# Anaphe reticulata
Anaphe reticulata är en fjärilsart som beskrevs av Walker. Anaphe reticulata ingår i släktet Anaphe och familjen tandspinnare. Inga underarter finns listade i Catalogue of Life.